# Mark Fejgin
Mark Zacharovič Fejgin (* 3. června 1971, Samara, Sovětský svaz) je ruský aktivista za lidská práva a právník, který u ruských soudů hájil řadu opozičních osobností.
Od ledna 1994 do prosince 1995 působil jako poslanec Státní dumy a byl také místostarostou Samary. V letech 2011 a 2012 byl Fejgin aktivní v opozici vůči prezidentu Vladimiru Putinovi a oznámil, že zakládá opoziční stranu.

## Život
V roce 1995 absolvoval Právnickou fakultu Samarské státní univerzity. Byl jedním z vůdců demokratického hnutí v Samaře, spolupředsedou regionální organizace hnutí Demokratické Rusko.
V letech 1993-1996 byl poslancem Státní dumy. V roce 1995 byl členem parlamentních skupin, které se účastnily humanitárních misí během bojových operací na Severním Kavkaze. V Čečensku jednal o propuštění dvou ruských zajatců z čečenského zajetí. Vyjednávání skončila propuštěním jednoho zajatce, druhý byl již mrtev. V roce 1996 byl také šéfredaktorem deníku CHISLA vydávaného v Samaře.
U ruských soudů hájil řadu osobností ruské opozice, např. členky protestní kapely Pussy Riot, ukrajinskou pilotku Nadiju Savčenkovou, vůdce krymských Tatarů Mustafu Džemileva nebo disidenta Leonida Razvozžajeva.
Dne 24. dubna 2018 moskevská advokátní komora vyloučila Fejgina z řad ruských advokátů za nevhodné výrazy v jeho komentářích na Twitteru. Fejginovo odvolání bylo zamítnuto.
Od ruské invaze na Ukrajinu v roce 2022 si získal příznivce na YouTube, na svém kanále pořádá diskuse s ukrajinským prezidentským poradcem Oleksijem Arestovyčem. V říjnu 2023 ruské ministerstvo vnitra prohlásilo Fejgina za hledaného uprchlíka kvůli jeho proukrajinským postojům. V roce 2024 byl v nepřítomnosti odsouzen na 11 let v nápravné kolonii za „šíření vědomě nepravdivých informací o ruské armádě..., motivované politickou nenávistí“.